# Sam Huntington
Pour les articles homonymes, voir Huntington.
 (janvier 2019).
Si vous disposez d'ouvrages ou d'articles de référence ou si vous connaissez des sites web de qualité traitant du thème abordé ici, merci de compléter l'article en donnant les références utiles à sa vérifiabilité et en les liant à la section « Notes et références ».
 (janvier 2019).
Sam Huntington est un acteur américain né le 1er avril 1982 à Peterborough, New Hampshire (États-Unis).

## Biographie
Sam Huntington est né à Peterboroug dans le New Hampshire. Son père est ébéniste et possède sa propre entreprise alors que sa mère, Christine Stabile, possédait et exploitait le Black Box Theatre, où il a fait ses débuts à l'âge de 9 ans. Elle est également actrice (Côte Ouest), enseignante, écrivain et est actuellement la manager de son fils.
Le grand-oncle de Sam n'était autre que l'acteur Ralph Bellamy. Lorsque Bellamy est mort, son Academy Award pour l'ensemble de ses réalisations a été donné à Sam Huntington.
Le 12 août 2006, il a épousé sa petite amie depuis cinq ans, l'actrice Rachel Klein. Après s'être mariés dans la ville natale de Sam Huntington, ils sont ensuite partis à Turtle Island Resort aux Fidji pour leur lune de miel. Le couple a un fils nommé Charlie, et une fille.

## Carrière
Après avoir débuté à l'âge de 9 ans sur les planches du théâtre familial, Sam fait partie du Andy's Summer Playhouse, un célèbre théâtre pour enfant du New Hampshire, et ce pendant trois étés. Il a ensuite joué dans différentes productions théâtrales.
Bien qu'il ait voulu directement se lancer dans une carrière consacrée au grand écran, sa mère a réussi à le convaincre de gagner plus d'expérience.
En 1995, Huntington et sa mère déménagent à New York où il vient de signer avec l'agence JM Bloom. Cette année-là, Sam Huntington se lie d’amitié avec Macaulay Culkin qu'il rencontre à la Professional Children's School. Il apparaîtra également dans trois publicités télévisées, il fera une voix-off pour Le Bus magique et une vidéo d'introduction à Windows 95 et dans le film de Winona Ryder, Boys. Malheureusement ses scènes ont été coupées au montage.
Après avoir signé avec Disney, il apparaît dans Un Indien à New York (1997) dans le rôle principal de Mimi-Siku. Le tournage se fit entièrement à New York et au Venezuela et dura trois mois.
En 1997 on a aussi pu le voir dans New York, police judiciaire.
Il a depuis joué dans quelques films comme Detroit Rock City, Sex Academy (Not Another Teen Movie), Rolling Kansas, Orientation Freshman, In Enemy Hands ainsi que dans diverses séries comme Les Experts : Miami (CSI: Miami), Les Experts : Manhattan (CSI: Manhattan)  et Veronica Mars. Il était également dans le documentaire History Channel aux États-Unis où il couvrait le New Hampshire.
En 2006, Sam Huntington joue le rôle de Jimmy Olsen dans la super production : Superman Returns de Bryan Singer.
Sam Huntington a été une co-stars dans l'adaptation cinématographique live de Dylan Dog: Dead of Night.
Il jouait le personnage de Josh, un loup-garou, dans la série télévisée fantastique américaine Being Human s'étant arrêtée le 7 avril 2014.

## Filmographie

### Cinéma

#### Court métrage
- 2008 : Looking Up Dresses de Jared Ingram : Jade Williams

#### Longs métrages
- 1997 : Un Indien à New York (Jungle 2 Jungle) de John Pasquin : Mimi-Siku
- 1999 : Detroit Rock City d'Adam Rifkin : Jam
- 2001 : Sex Academy (Not Another Teen Movie) de Joel Gallen : Ox
- 2003 : Rolling Kansas de Thomas Haden Church : Dinkadoo Murphy
- 2004 : Home of Phobia de Ryan Shiraki : Clay
- 2004 : Entre les mains de l'ennemi (In Enemy Hands) de Tony Giglio : Virgil Wright
- 2004 : Raising Genius de Bess Wiley et Linda Voorhees : Bic
- 2004 : Pyjama Party (Sleepover) de Joe Nussbaum (en) : Ren
- 2005 : River's End de William Katt : Clay Watkins
- 2006 : Superman Returns de Bryan Singer : Jimmy Olsen
- 2009 : Fanboys de Kyle Newman : Eric
- 2010 : Tug d'Abram Makowka
- 2011 : Dylan Dog (Dylan Dog: Dead of Night) de Kevin Munroe : Marcus
- 2013 : Three Night Stand de Pat Kiely : Carl
- 2014 : Veronica Mars de Rob Thomas : Luke Haldeman
- 2016 : Sully : Jeff Kolodjay
- 2023 : Last Stop : Yuma County (The Last Stop in Yuma County) de Francis Galluppi : David

### Télévision

#### Téléfilms
- 1996 : Harvest of Fire d'Arthur Allan Seidelman : Nathan Hostetler (non crédité)
- 2007 : Two Dreadful Children de Mike Kim (voix)

#### Séries télévisées
- 1997 : New York, police judiciaire (Law and Order) (saison 8, épisode 09 : Brûlures du passé) : Terry Lawlor
- 2004 : Les Experts : Miami (CSI: Miami) (saison 3, épisode 04 : Crimes sur le campus) : Justin Gillespie
- 2004 : Freshman Orientation : Clay
  - (saison 1, épisode 21 : Le Coup du dentiste)
  - (saison 1, épisode 05 : Rien à déclarer)
- 2004 - 2005 : Veronica Mars : Luke Haldeman
- 2005 : Les Experts : Manhattan (CSI: NY) (saison 1, épisode 15 : Jusqu'à ce que la mort nous sépare) : Connor Mulcahy
- 2007 : It's a Mall World (mini-série) : Dean
- 2007 - 2008 : Cavemen (8 épisodes) : Andy Claybrook
- 2010 : Glen Martin DDS (saison 2, épisode 10 : Jackie's Get-Witch-Quick Scheme) (voix)
- 2010 : Human Target : La Cible (Human Target) (saison 1, épisode 04 : Le Sanctuaire) : John Gray
- 2011 - 2014 : Being Human (52 épisodes) : Josh Levinson
- 2012 : Warehouse 13 (saison 4, épisode 04 : Sac de billes) : Ethan Ellis
- 2016 - 2017 : Rosewood : Mitchie Mendelson (24 épisodes)
- 2017 : The Expanse : Salomon Epstein
- 2019 : Good Girls : Noah (7 épisodes)

### Jeu vidéo
- 2006 : Superman Returns : Jimmy Olsen (voix)

## Voix françaises
En France, Hervé Rey est la voix française régulière de Sam Huntington depuis Veronica Mars en 2004. Stéphane Pouplard et François Santucci lui ont prêté leur voix à quelques reprises.